# Michał Bandurski

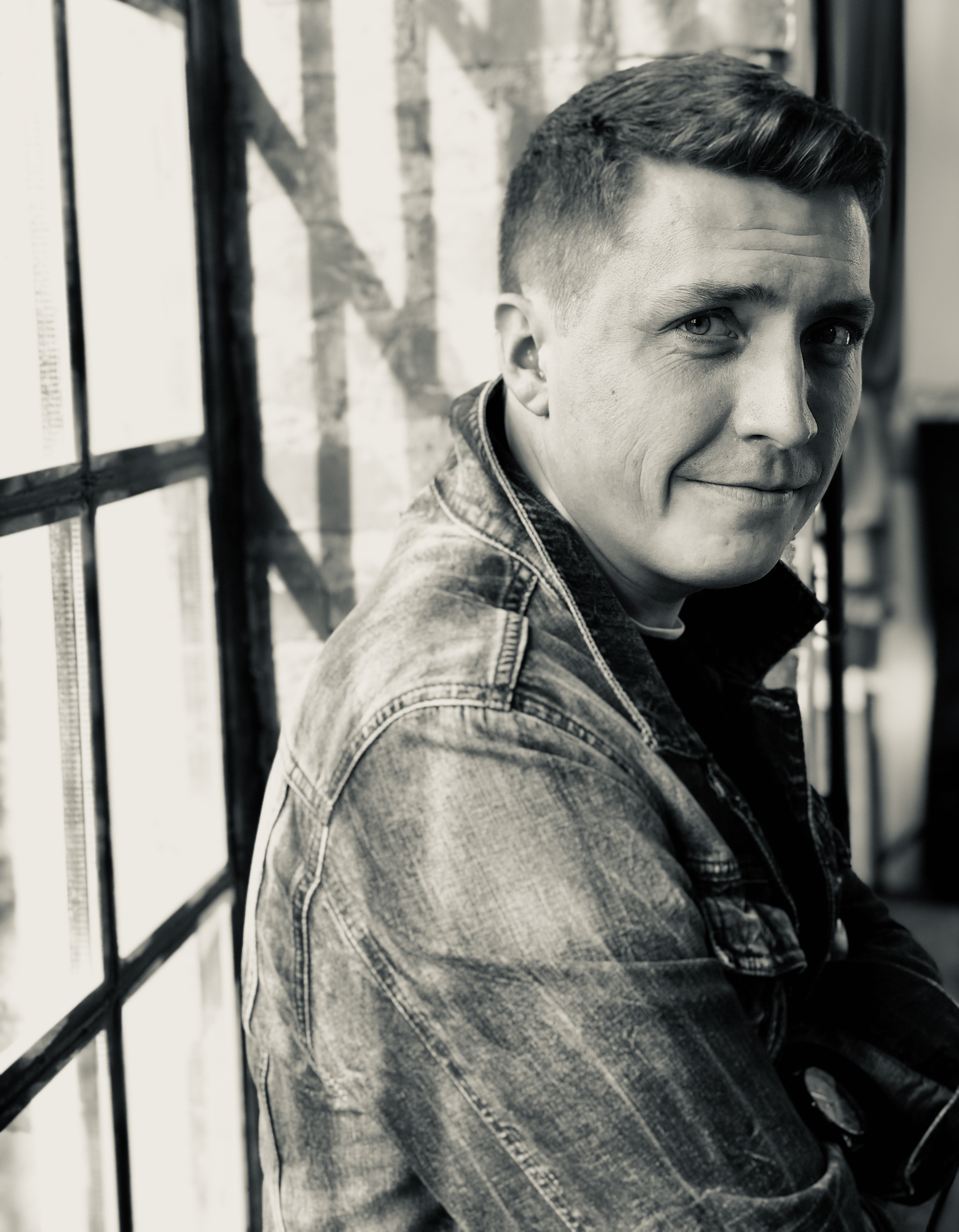
Michał Bandurski

Michał Bandurski (ur. 7 grudnia 1988 r. w Ciechanowie) – reżyser filmów dokumentalnych, programów telewizyjnych i koncertów.

## Wykształcenie
Ukończył szkołę muzyczną im. Stanisława Moniuszki w Ciechanowie. Posiada dyplom wydziału dziennikarstwa i nauk politycznych Uniwersytetu Warszawskiego. Studiował w Warszawskiej Szkole Filmowej na kierunku reżyserii filmowej.

## Kariera zawodowa
Obecny w świecie mediów od 2008 roku, współpracując m.in. z Telewizją Polsat, TVP, Telewizją Puls, grupą ZPR Media. Pracował przy realizacji najpopularniejszych formatów telewizyjnych produkowanych przez EndemolShine Polska oraz Rochstar (m.in.: The Voice Of Poland, The Voice Senior, The Brain Genialny umysł, The Wall). 
W 2021 roku wyreżyserował koncert na festiwalu w Opolu pt.: "Krzysztof Krawczyk. Ostatni raz zatańczysz ze mną”, a w 2022 koncert pt.: Folkowe Opole.
W 2021 roku wyreżyserował Galę Telekamery.
w 2022 roku wyreżyserował ceremonie otwarcia oraz zamknięcia WUF 11 w Katowicach. Wraz z Krystianem Kuczkowskim wyreżyserował filmy dokumentalne „Krzysztof Krawczyk - całe moje życie” oraz „Maryla. Tak kochałam”. 
W 2022 wyreżyserował wraz z Krystianem Kuczkowskim pełnometrażowy, kinowy  filmem dokumentalny o życiu Anny Przybylskiej pt.: „Ania”.

## Reżyseria
- 2020 " Krzysztof Krawczyk - całe moje życie"[3][6]
- 2021 "Maryla. Tak kochałam"[4]
- 2022 "ANIA"[7]